# 甲斐神社 (嘉島町)
甲斐神社（かいじんじゃ）は、熊本県上益城郡嘉島町上六嘉にある神社で、 郷土の武将甲斐宗立・甲斐宗運公を祭神とする神社であるが、宗立公を手足の神様である足手荒神として祀った神社として有名で、九州各地にある足手荒神信仰の総本社である。六嘉村大字上六嘉字中郡にあったことから、中郡甲斐神社という通称は足手荒神。足手荒神社ともいう。中郡甲斐神社という神社名は戦後、神社本庁の被包括宗教法人として昭和28年に宗教法人成立の際に当時の代表役員によってつけられた宗教法人上の神社名であり、正式な神社名は甲斐神社である。
手足の神様として篤く信仰されていることから、主に手足の病気平癒、運動選手等による無病息災、交通安全の参拝が多い。

## 祭神
- 主祭神：甲斐宗立（かいそうりゅう）公 - 甲斐親英ともいう。宗立は出家後の法名。
- 配神：甲斐宗運公 - 宗立の父。生涯不敗の武将として知られる。

## 由緒
戦国時代末期の天正15年（1587年）、九州を平定した豊臣秀吉の命にて肥後国を治めることとなった佐々成政の太閤検地に反発し、国衆、民衆が一揆を起こす（肥後国人一揆）。
肥後国衆であった御船城城主の甲斐宗立や、菊池武国、隈部親永等は三万五千の国人を率い、佐々成政の居城隈本城を攻める。一揆勢は果敢に隈本城を攻めるも、落城まで少しのところで、成政を応援する豊臣秀吉方の大部隊が九州、四国から駆けつけ、また宗立の家臣による寝返りもあり、一揆は失敗に終わってしまう。
一揆に失敗し手足に致命的な傷を負いながらも何とか現在の嘉島町上六嘉の地まで逃れた甲斐宗立は、この地にて里人（甲斐神社斉主の祖先）から手厚い手当を受けたという。敗軍の将であるにもかかわらず、これを匿っての献身的な看病にいたく感激した甲斐宗立は、「魂魄この世に留まり子々孫々を見守り、手足に苦しむ者を救いやるであろう」と言い残して死ぬ。後に、その霊を弔うために祠を建てたのがこの神社の起こりであるとされる
。
もっとも、甲斐宗立の最期については諸説ある。文献史料では、毛利勝信の兵に捕えられ殺されたとするものが多く、佐々成政の家臣・松原五郎兵衛に攻められ、六嘉村の地蔵堂で自刃したとする説もある

。
また、六嘉村には、戦に敗れて追われた甲斐宗立が、六嘉村にあった泉福寺（専福寺）に逃げ込んでここで切腹し、そのため寺は潜伏寺、あるいは切腹寺と呼ばれたとの伝承がある。なお、この点に関し、甲斐神社の建立主である荒尾群平は、宗立は泉福寺で切腹したと見せかけ、今の甲斐神社の地で介抱を受けた上で、切腹したとしている。
一方で、明治政府の命により熊本県が作成した地図の1つ、「肥後国託麻郡小山村」（現在の熊本市東区小山町）の地図には、「陵墓」として、村の東、御船塚官山に甲斐宗立墓と言われるものの記載があり、ここと六嘉村と真の宗立墓がどちらにあるかは不明だとされていた。

## 沿革

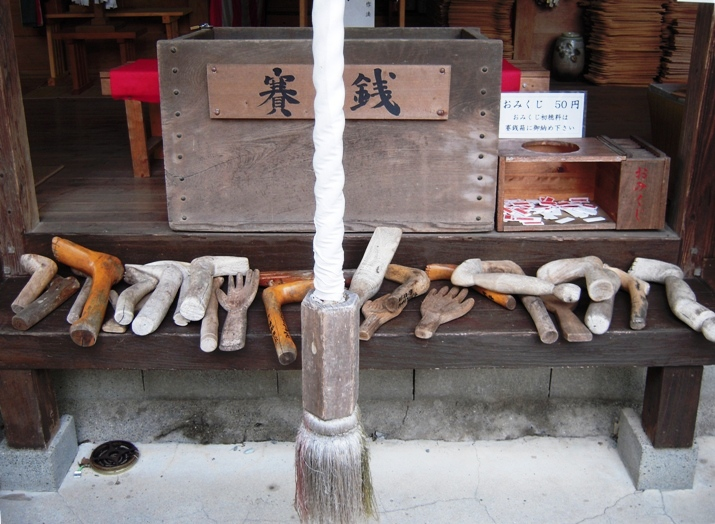
絵馬の代わりに手型や足型を奉納する。社殿に並ぶ立体的な手型足型

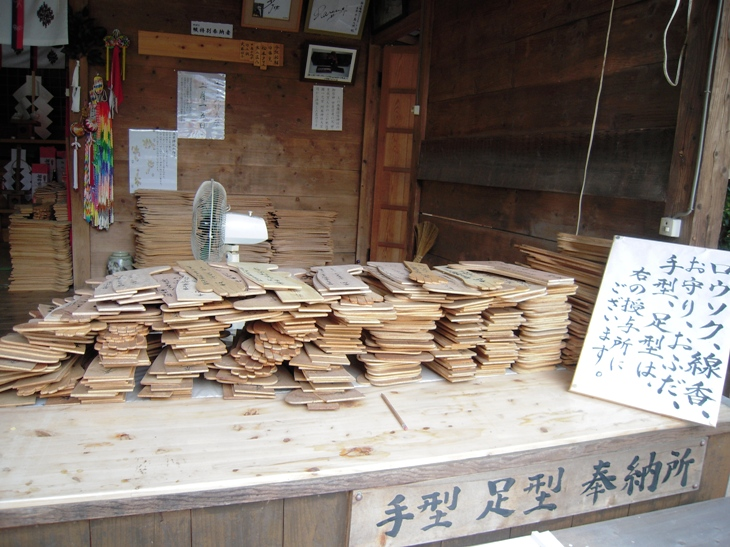
積上げられた板状の簡略化された手型足型。

建立主・荒尾群平によれば、甲斐神社（足手荒神）は、上益城郡六嘉村において300余年の往古より神霊この所にありとする。
もっとも、明和9年（1772年）に著された『肥後国志』は、上六箇村に甲斐宗立が逃げて来て死んだとの伝承を書くが、「墓所不分明」としていた。また、『肥後国志』の明治17年（1884年）の補は、明治17年当時、六箇村に甲斐宗立の霊を祀る祠である足手荒神が存在したことを書くが、この祠について『肥後国志』本文にも、他の書物にも見えないとし、「何年ノ創立ニ係ルヤ不分明」としていた。
史料により確認できる創建は、荒尾群平が六嘉村の自分の宅地内に、甲斐宗立自刃の遺跡だとして祠を建たもので、昭和10年（1935年）刊行の書籍に、「九十年ばかり前に、信仰者たちの発議によつて、小祠を建てることになつたといふ」とあることから、天保（1830〜1843）ないし弘化（1844〜1847）の頃となる。だが最近においては甲斐神社境内で甲斐家家紋の「丸に違い鷹の羽」が入った鬼瓦が発見され、瓦の裏には「文化二　丑　二月吉日 土山瓦作」と銘文が刻まれてる。この事から文化二年（1805年）二月以降に建立された可能性が大きい。一説によれば、諸国遍歴の六部に、ここは甲斐宗立の終焉の地であるから祠を建て供養するようにと指示され祠を建てたのだという。
その後、前記のとおり『肥後国志』の補により、明治17年、甲斐宗立の霊を祀る足手荒神の祠が確認されている。
明治41年（1908年）3月27日には、明治・大正期の哲学者で東洋大学の創立者として知られる井上円了が、講演のため、現在の甲斐神社の隣地にあった小学校を訪れ、日記に「校地の前隣に、足手荒神とて手足の願掛けをなす小祠あり。」と記述している。
大正3年の 『上益城郡旧鯰郷々土誌』においては、「甲斐神社」の名が確認できる 。

### 祭事・信仰
信仰する者その数を知らず、御利益を受け全快した諸人の寄進による手型、足型、ギプス、コルセット、松葉杖と正に社殿を埋め、遠くは外国、九州一円さては遠県よりの参詣者が後を絶たず、今も尚、足手荒神さんと慕われながら、参拝する諸人の手足を守り続ける。
例祭は2月15日。その日は手足の無病息災、病気平癒を祈り手足の形をした絵馬を奉納する参拝者で賑わう。特別バスも走るほどである。毎月1日、15日に月次祭。
参拝した後、病が治られた方が奉納した手型・足型の御利益にあやかろうと、その手型・足型で手足を摩る参拝者が多い。
宗立公の父である甲斐宗運は阿蘇神社大宮司の家臣で、戦にかけては生涯不敗だといわれ、阿蘇氏の筆頭家老として軍事外交面において阿蘇氏を支えた。宗運の武名は、勇猛で知られる薩摩の島津家からも「宗運のいる限り、肥後への侵攻はできぬ」と恐れられたほどであり、その知略を生かした武功から、勝負事（必勝祈願）、厄除けの神様として今なお篤く信仰されている。

## エピソード
- 明治41年、当所の足手荒神を目にした井上円了[34]は、日記に「遠近より祈請するもの、手足の形を模した板を奉納す。その板積みて山をなすは笑うべし。」と書き残している[29]。
- かつて、ここを参拝した足の立たない人が、後に立てるようになった際、お礼にと神前で自分の親指を切り落として奉納した。指は長らくアルコール漬けにされて供えられていたが、今はないという[35]。

## 交通アクセス

### バス
- 熊本バス「足手荒神入り口」より徒歩で約10分
- 熊本バス「東小学校入り口」より徒歩で約5分
- イオンモール熊本 熊本バスCホーム31番・32番のりば（県庁・健軍電停経由）から「東小学校入り口」より徒歩で約5分

### 車
- 九州道「御船IC」から熊本県道226号六嘉秋津新町線を車で約5分
- イオンモール熊本より車で約5分

駐車場あり。大型バスも可。

## 周辺
- サントリービール九州熊本工場
- イオンモール熊本
- 九州自動車道　御船IC
- 嘉島湧水天然プール
- 浮島神社 (嘉島町)
- 六嘉神社